# زيت الظربان الأمريكي

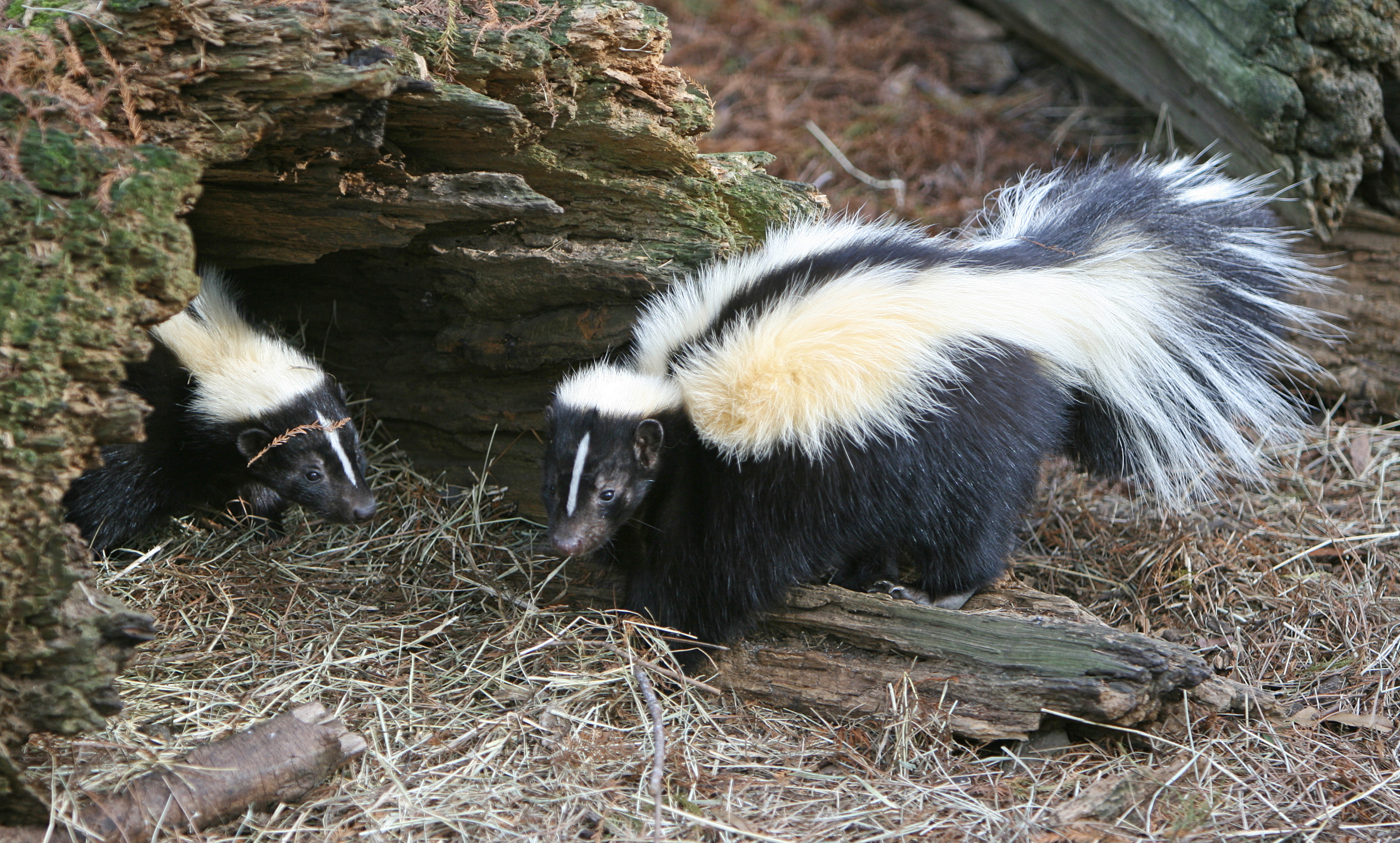

زيت الظربان الأمريكي هو الزيت الذي يُستخرج من الغدتين الجانبيتين على طول ظهر الظربان الأمريكي، يُخزِن الظربان الأمريكي الدهون في هذه الغدتين؛ لاستخدامها أثناء السُبات أو شبه السبات في المناخات الأكثر دفئًا، يحتوي زيت الظربان على الحد الأدنى من الرائحة.

## الاستخدامات
اسْتُخْدِمَ زيت الظربان الأمريكي من قبل الأمريكيين الأصليين مرطبًا أو مرهمًا للشفاء، عندما تُستخرج من الغدد على حرارة منخفضة، يكون لها إتساق لِلزّيت المُحرك، والشعور بزيت الفحم عند وضعها على الجلد.
كما أنه يعطي إحساسًا بالاحترار عند وضعها على الجلد. المستكشفون القدامى خصوصًا في كندا، إكتشفوا أن الزيت مفيد كثيرًا، كَإضافه إلى مجموعاتهم الطبية ودفعوا للسكان الأصليين ثمنًا باهظًا، كما أنها تستخدم في الولايات المتحده كَوسيلة لِصائدي الغزلان لِإخفاء الرائحة البشرية أثناء الصيد.

## الإنتاج
حوالي 1990، أنتجت ولاية مين حوالي 25 ألف جالون من الزيت سنويًا، وتُباع بحوالي 4 دولار امريكي للجالون.